# Urraca Garcés (reina de León)

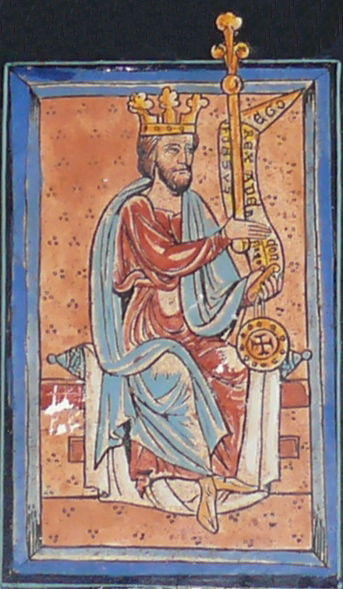
Alfonso V según una miniatura medieval de la catedral de León.

Urraca Garcés (después de agosto de 1031), reina consorte de León por su matrimonio con el rey Alfonso V, fue la cuarta hija de García Sánchez II de Pamplona el Temblón y de Jimena Fernández, hija de Fernando Bermúdez, conde de Cea, y de su esposa la condesa Elvira Díaz de Saldaña.

## Biografía
Contrajo matrimonio alrededor del año 1023 con Alfonso V de León, que había enviudado de su primera mujer. Urraca era hermana del rey pamplonés Sancho III. El casamiento permitió estrechar las relaciones entre las dos monarquías cristianas más poderosas de la península en ese momento.
Se desconoce su fecha de defunción —aunque habrá sucedido después de agosto 1031, cuando figura por última vez en la documentación—, así como el lugar en el que fue sepultada.

## Matrimonio y descendencia
De su matrimonio con el rey Alfonso nació una hija:
- Jimena Alfonso.[3]